# Regeringen Jonathan Motzfeldt VIII
Regeringen Jonathan Motzfeldt VIII var Grønlands regering fra 7. december 2001 til 14. december 2002. Regeringen var en flertalsregering med 7 landsstyremedlemmer heraf 5 medlemmer fra Siumut og 2 medlemmer fra Atassut.

## Regeringsdannelse
Samarbejdet mellem Siumut og Inuit Ataqatigiit (IA) i Regeringen Jonathan Motzfeldt VII brød sammen 30. november 2001 hvor IA udtrykte deres mistillid til Siumut og forlod landsstyresamarbejdet. IA ville gerne have nyvalg til Landstinget, men landsstyreformand Jonathan Motzfeldt valgte i stedet at indlede forhandlinger med Atassut om et landsstyre med de to partier. 7. december dannede partierne et nyt landsting hvor Augusta Salling og Evard Geilser fra Atassut afløste de to hidtidige IA-medlemmer af landsstyret.

## Regeringen
Landsstyret bestod af disse medlemmer:
| Ressortområde                                             | Minister | Minister              | Tiltrådt posten  | Forlod posten     | Parti   |
| --------------------------------------------------------- | -------- | --------------------- | ---------------- | ----------------- | ------- |
| Landsstyreformand                                         |          | Jonathan Motzfeldt    | 7. december 2001 | 14. december 2002 | Siumut  |
| Landsstyremedlem for Økonomi                              |          | Augusta Salling       | 7. december 2001 | 14. december 2002 | Atassut |
| Kultur, Uddannelse, Kirke og Forskning                    |          | Lise Skifte Lennert   | 7. december 2001 | 14. december 2002 | Siumut  |
| Landsstyremedlem for Sociale Anliggender og Arbejdsmarked |          | Ole Dorph             | 7. december 2001 | 14. december 2002 | Siumut  |
| Landsstyremedlem for Boliger og Infrastruktur             |          | Jørgen Wæver Johansen | 7. december 2001 | 14. december 2002 | Siumut  |
| Landsstyremedlem for Sundhed og Miljø                     |          | Edvard Geisler        | 7. december 2001 | 14. december 2002 | Atassut |
| Landsstyremedlem for Fiskeri, Fangst og Bygder            |          | Hans Enoksen          | 7. december 2001 | 14. december 2002 | Siumut  |